# پاوو سیبیک
پاوو سیبیک (انگلیسی: Paweł Sibik؛ زادهٔ ۱۵ فوریهٔ ۱۹۷۱) یک بازیکن فوتبال اهل لهستان است.
وی همچنین در تیم ملی فوتبال لهستان بازی کرده‌است.